# Fagradalsfjall
Fagradalsfjall és un respirador de fissura volcànica i un volcà en escut subglacial localitzat en la península de Reykjanes, a Islàndia.
En l'actualitat, hi ha una erupció volcànica a Geldingadalir, al sud de Fagradalsfjall.

## Entorn tectònic
Fagradalsfjall és un respirador del sistema volcànic de Krýsuvík, en la Península Meridional. Està situat en una zona de rifting actiu en una vora divergent entre les plaques eurasiàtica i nord-americana.

## Erupció al sud de Fagradalsfjall
Des de desembre de 2019 fins a l'actualitat (març de 2021), la península de Reykjanes es va veure sacsejada per una sèrie de terratrèmols, dos dels quals van aconseguir una magnitud de 5,6, suscitant el temor que una erupció fos imminent. Es creu que els terratrèmols van ser provocats per intrusions de dics i pel magma que es mou sota la península. Es van registrar danys menors en llars el 4 de febrer de 2021 a causa del terratrèmol de magnitud 5,6. En les últimes tres setmanes, els sismògrafs han registrat més de 40 000 tremolors.
El 19 de març, es va produir una erupció en Geldingadalir (al sud de Fagradalsfjall) poc abans de les 21.30 hora local, la primera erupció registrada en la península en uns 800 anys i la primera a la muntanya en 6.000 anys. L'Oficina Meteorològica Islandesa va anunciar aquesta sobtada erupció a les 21.40 hores. Segons els informes, una fissura de 600 i 700 m de llarg va començar a expulsar lava. En l'actualitat, els fluxos de lava no suposen cap amenaça per als residents, però existeix el potencial de contaminació per diòxid de sofre.